# Кантрі-Клаб-Гайтс (Індіана)
Кантрі-Клаб-Гайтс (англ. Country Club Heights) — місто (англ. town) в США, в окрузі Медісон штату Індіана. Населення — 98 осіб (2020).

## Географія
Кантрі-Клаб-Гайтс розташоване за координатами 40°7′27″ пн. ш. 85°41′16″ зх. д. / 40.12417° пн. ш. 85.68778° зх. д. (40.124246, -85.687743).  За даними Бюро перепису населення США в 2010 році місто мало площу 0,73 км², уся площа — суходіл.

## Демографія
Згідно з переписом 2010 року, у місті мешкало 79 осіб у 35 домогосподарствах у складі 26 родин. Густота населення становила 108 осіб/км².  Було 40 помешкань (55/км²).
Расовий склад населення:
| - 100,0 % — білих |

До двох чи більше рас належало 0,0 %. Частка іспаномовних становила 0,0 % від усіх жителів.
За віковим діапазоном населення розподілялося таким чином: 16,5 % — особи молодші 18 років, 53,1 % — особи у віці 18—64 років, 30,4 % — особи у віці 65 років та старші. Медіана віку мешканця становила 57,9 року. На 100 осіб жіночої статі у місті припадало 107,9 чоловіків;  на 100 жінок у віці від 18 років та старших — 106,2 чоловіків також старших 18 років.
Середній дохід на одне домашнє господарство  становив 131 024 долари США (медіана — 116 000), а середній дохід на одну сім'ю — 147 438 доларів (медіана — 153 750). За межею бідності перебувало 1,8 % осіб, у тому числі 0,0 % дітей у віці до 18 років та 0,0 % осіб у віці 65 років та старших.
Цивільне працевлаштоване населення становило 50 осіб. Основні галузі зайнятості: науковці, спеціалісти, менеджери — 22,0 %, освіта, охорона здоров'я та соціальна допомога — 20,0 %, фінанси, страхування та нерухомість — 16,0 %, роздрібна торгівля — 14,0 %.